# Eccellenza Friuli-Venezia Giulia 2003-2004
Il campionato italiano di calcio di Eccellenza regionale 2003-2004 è stato il tredicesimo organizzato in Italia. Rappresenta il sesto livello del calcio italiano.
Questo è il girone organizzato dal comitato regionale della regione Friuli-Venezia Giulia.

## Stagione
Al campionato di Eccellenza del Friuli Venezia Giulia 2003-04 partecipano 17 squadre:
- 12 hanno mantenuto la categoria: Gonars, Manzanese, Palmanova, Pozzuolo, Pro Gorizia, Pro Romans, Rivignano, San Luigi, Sarone, Tolmezzo, Union 91 e Vesna
- 2 sono state retrocesse dalla Serie D: Monfalcone e Sevegliano. Una terza, il Tamai, retrocessa dopo i play-out, è stata ripescata.
- 2 sono state promosse dalla Promozione : Fontanafredda e San Sergio (vincitrici dei gironi). Nessuna dai play-off
- 1 è stata iscritta in sovrannumero dopo la mancata iscrizione in Serie C2 : Pordenone

## Squadre partecipanti
| Squadra                  | Città (provincia)                         |
| ------------------------ | ----------------------------------------- |
| S.S. Fontanafredda       | Fontanafredda (PN)                        |
| A.S. Comunale Gonars     | Gonars (UD)                               |
| U.S. Manzanese           | Manzano (UD)                              |
| A.C. Monfalcone          | Monfalcone (GO)                           |
| A.C. Palmanova           | Palmanova (UD)                            |
| Pordenone Calcio         | Pordenone                                 |
| U.S. Pozzuolo del Friuli | Pozzuolo del Friuli (UD)                  |
| A.S. Pro Gorizia Calcio  | Gorizia                                   |
| A.S. Pro Romans          | Romans d'Isonzo (GO)                      |
| U.S. Rivignano           | Rivignano (UD)                            |
| A.C. San Luigi           | Trieste                                   |
| San Sergio Calcio        | Trieste                                   |
| A.S. Sarone              | Sarone di Caneva (PN)                     |
| U.S. Sevegliano          | Sevegliano di Bagnaria Arsa (UD)          |
| U.C. Tolmezzo            | Tolmezzo (UD)                             |
| A.C. Union 91            | Percoto e Lauzacco di Pavia di Udine (UD) |
| S.S. Vesna               | Santa Croce di Trieste                    |

### Classifica finale
|  | Pos. | Squadra       | Pt | G  | V  | N  | P  | GF | GS | DR  |
|  | ---- | ------------- | -- | -- | -- | -- | -- | -- | -- | --- |
|  | 1.   | Pro Romans    | 62 | 32 | 19 | 5  | 8  | 56 | 31 | +25 |
|  | 2.   | Rivignano     | 60 | 32 | 16 | 12 | 4  | 48 | 25 | +23 |
|  | 3.   | Gonars        | 54 | 32 | 14 | 12 | 6  | 47 | 29 | +18 |
|  | 4.   | Pro Gorizia   | 54 | 32 | 15 | 9  | 8  | 37 | 27 | +10 |
|  | 5.   | Sevegliano    | 50 | 32 | 13 | 11 | 8  | 48 | 36 | +12 |
|  | 6.   | San Luigi     | 50 | 32 | 13 | 11 | 8  | 49 | 41 | +8  |
|  | 7.   | Sarone        | 41 | 32 | 9  | 14 | 9  | 42 | 53 | -11 |
|  | 8.   | Palmanova     | 40 | 32 | 10 | 10 | 12 | 45 | 51 | -6  |
|  | 9.   | Union 91      | 38 | 32 | 8  | 14 | 10 | 39 | 42 | -3  |
|  | 10.  | Vesna         | 38 | 32 | 9  | 11 | 12 | 30 | 39 | -9  |
|  | 11.  | Pozzuolo      | 38 | 32 | 9  | 11 | 12 | 46 | 55 | -9  |
|  | 12.  | Tolmezzo      | 37 | 32 | 9  | 10 | 13 | 41 | 45 | -4  |
|  | 13.  | Monfalcone    | 37 | 32 | 8  | 13 | 11 | 29 | 33 | -4  |
|  | 14.  | Manzanese     | 37 | 32 | 9  | 10 | 13 | 32 | 39 | -7  |
|  | 15.  | Pordenone     | 36 | 32 | 9  | 10 | 13 | 35 | 48 | -13 |
|  | 16.  | San Sergio    | 28 | 32 | 6  | 10 | 16 | 35 | 51 | -16 |
|  | 17.  | Fontanafredda | 24 | 32 | 5  | 9  | 18 | 36 | 50 | -14 |

## Risultati

### Calendario
| andata       | 1ª giornata             | ritorno      |
| 21 set. 2003 |                         | 18 gen. 2004 |
| 1-1          | Fontanafredda-Manzanese | 0-1          |
| 4-2          | Palmanova-Sarone        | 3-1          |
| 1-0          | Pordenone-Gonars        | 2-1          |
| 4-2          | Pozzuolo-Tolmezzo       | 2-2          |
| 1-1          | Rivignano-Sevegliano    | 0-4          |
| 0-1          | San Sergio-Pro Pomans   | 2-3          |
| 4-1          | Union 91-San Luigi      | 1-0          |
| 0-0          | Vesna-Monfalcone        | 0-0          |
|              | riposa: Pro Gorizia     |              |

| andata       | 4ª giornata            | ritorno     |
| 12 ott. 2003 |                        | 8 feb. 2004 |
| 1-1          | Gonars-Union 91        | 1-1         |
| 1-1          | Manzanese-Monfalcone   | 0-0         |
| 1-1          | Pozzuolo-San Sergio    | 0-2         |
| 0-1          | Pro Romans-Rivignano   | 0-1         |
| 1-2          | San Luigi-Vesna        | 1-1         |
| 1-4          | Sarone-Fontanafredda   | 2-2         |
| 0-0          | Sevegliano-Pro Gorizia | 1-1         |
| 1-1          | Tolmezzo-Palmanova     | 2-1         |
|              | riposa: Pordenone      |             |

| andata       | 7ª giornata            | ritorno      |
| 29 ott. 2003 |                        | 25 feb. 2004 |
| 1-2          | Fontanafredda-Tolmezzo | 1-1          |
| 2-2          | Manzanese-San Luigi    | 1-4          |
| 5-2          | Monfalcone-Sarone      | 0-0          |
| 2-3          | Palmanova-San Sergio   | 0-0          |
| 1-2          | Pro Gorizia-Pro Romans | 1-3          |
| 4-1          | Rivignano-Pozzuolo     | 1-1          |
| 0-0          | Union 91-Pordenone     | 2-3          |
| 0-3          | Vesna-Gonars           | 2-1          |
|              | riposa: Sevegliano     |              |

| andata       | 10ª giornata             | ritorno      |
| 12 nov. 2003 |                          | 10 mar. 2004 |
| 5-2          | Gonars-Manzanese         | 0-0          |
| 1-1          | Palmanova-Rivignano      | 1-5          |
| 0-3          | Pordenone-Vesna          | 0-0          |
| 0-1          | Pozzuolo-Pro Gorizia     | 1-1          |
| 3-0          | Pro Romans-Sevegliano    | 1-1          |
| 3-2          | San Sergio-Fontanafredda | 2-1          |
| 2-1          | Sarone-San Luigi         | 1-1          |
| 2-2          | Tolmezzo-Monfalcone      | 0-0          |
|              | riposa: Union 91         |              |

| andata       | 13ª giornata            | ritorno      |
| 30 nov. 2003 |                         | 28 mar. 2004 |
| 0-2          | Fontanafredda-Rivignano | 0-3          |
| 3-1          | Manzanese-Pordenone     | 0-1          |
| 2-0          | Monfalcone-San Sergio   | 2-1          |
| 2-1          | Pro Gorizia-Palmanova   | 4-3          |
| 1-0          | San Luigi-Tolmezzo      | 0-3          |
| 1-1          | Sarone-Gonars           | 1-1          |
| 1-1          | Sevegliano-Pozzuolo     | 3-3          |
| 0-0          | Vesna-Union 91          | 2-2          |
|              | riposa: Pro Romans      |              |

| andata       | 16ª giornata              | ritorno      |
| 21 dic. 2003 |                           | 25 apr. 2004 |
| 2-1          | Fontanafredda-Pro Gorizia | 0-1          |
| 1-0          | Palmanova-Sevegliano      | 1-1          |
| 1-2          | Pordenone-Sarone          | 1-2          |
| 1-2          | Pozzuolo-Pro Romans       | 0-1          |
| 0-1          | Rivignano-Monfalcone      | 2-1          |
| 2-3          | San Sergio-San Luigi      | 1-1          |
| 1-2          | Tolmezzo-Gonars           | 0-2          |
| 0-0          | Union 91-Manzanese        | 0-1          |
|              | riposa: Vesna             |              |

| andata       | 2ª giornata              | ritorno      |
| 28 set. 2003 |                          | 25 gen. 2004 |
| 2-0          | Gonars-San Sergio        | 0-0          |
| 1-2          | Manzanese-Vesna          | 1-0          |
| 0-2          | Monfalcone-Pro Gorizia   | 0-2          |
| 7-0          | Pro Romans-Palmanova     | 1-2          |
| 1-1          | San Luigi-Rivignano      | 0-1          |
| 2-2          | Sarone-Union 91          | 1-1          |
| 1-0          | Sevegliano-Fontanafredda | 1-4          |
| 3-0          | Tolmezzo-Pordenone       | 0-0          |
|              | riposa: Pozzuolo         |              |

| andata       | 5ª giornata              | ritorno      |
| 19 ott. 2003 |                          | 15 feb. 2004 |
| 2-0          | Fontanafredda-Pro Romans | 1-2          |
| 1-2          | Monfalcone-Sevegliano    | 0-3          |
| 3-1          | Palmanova-Pozzuolo       | 3-2          |
| 1-1          | Pro Gorizia-San Luigi    | 0-2          |
| 1-1          | Rivignano-Gonars         | 0-0          |
| 1-1          | San Sergio-Pordenone     | 2-2          |
| 3-2          | Union 91-Tolmezzo        | 0-2          |
| 2-0          | Vesna-Sarone             | 1-3          |
|              | riposa: Manzanese        |              |

| andata      | 8ª giornata            | ritorno      |
| 2 nov. 2003 |                        | 29 feb. 2004 |
| 0-1         | Gonars-Pro Gorizia     | 1-0          |
| 2-4         | Pordenone-Rivignano    | 1-0          |
| 2-1         | Pozzuolo-Fontanafredda | 3-2          |
| 0-0         | Pro Romans-Monfalcone  | 0-0          |
| 2-1         | San Sergio-Union 91    | 2-2          |
| 3-1         | San Luigi-Sevegliano   | 0-2          |
| 1-0         | Sarone-Manzanese       | 1-5          |
| 1-0         | Tolmezzo-Vesna         | 3-5          |
|             | riposa: Palmanova      |              |

| andata       | 11ª giornata            | ritorno      |
| 16 nov. 2003 |                         | 14 mar. 2004 |
| 1-0          | Fontanafredda-Palmanova | 0-0          |
| 0-1          | Manzanese-Tolmezzo      | 0-0          |
| 3-0          | Monfalcone-Pozzuolo     | 2-2          |
| 1-0          | Pro Gorizia-Pordenone   | 0-2          |
| 1-1          | Rivignano-Union 91      | 1-2          |
| 4-1          | San Luigi-Pro Romans    | 0-3          |
| 1-1          | Sevegliano-Gonars       | 1-2          |
| 0-0          | Vesna-San Sergio        | 3-1          |
|              | riposa: Sarone          |              |

| andata      | 14ª giornata          | ritorno     |
| 7 dic. 2003 |                       | 4 apr. 2004 |
| 3-1         | Gonars-Pro Romans     | 1-2         |
| 0-0         | Palmanova-Monfalcone  | 1-2         |
| 0-2         | Pordenone-Sevegliano  | 0-3         |
| 2-3         | Pozzuolo-San Luigi    | 2-2         |
| 2-0         | Rivignano-Vesna       | 2-0         |
| 0-1         | San Sergio-Manzanese  | 1-2         |
| 1-1         | Tolmezzo-Sarone       | 0-0         |
| 0-1         | Union 91-Pro Gorizia  | 0-2         |
|             | riposa: Fontanafredda |             |

| andata       | 17ª giornata             | ritorno     |
| 11 gen. 2004 |                          | 2 mag. 2004 |
| 3-0          | Gonars-Pozzuolo          | 1-1         |
| 0-0          | Manzanese-Rivignano      | 2-4         |
| 2-0          | Monfalcone-Fontanafredda | 2-0         |
| 0-0          | Pro Gorizia-Vesna        | 4-0         |
| 1-1          | Pro Romans-Pordenone     | 6-3         |
| 2-0          | San Luigi-Palmanova      | 0-0         |
| 2-1          | Sarone-San Sergio        | 3-2         |
| 0-2          | Sevegliano-Union 91      | 0-0         |
|              | riposa: Tolmezzo         |             |

| andata      | 3ª giornata             | ritorno     |
| 5 ott. 2003 |                         | 1 feb. 2004 |
| 1-1         | Fontanafredda-San Luigi | 0-2         |
| 1-2         | Palmanova-Gonars        | 1-1         |
| 4-1         | Pordenone-Pozzuolo      | 1-2         |
| 0-0         | Pro Gorizia-Manzanese   | 1-0         |
| 1-1         | Rivignano-Sarone        | 1-1         |
| 1-3         | San Sergio-Tolmezzo     | 1-1         |
| 0-2         | Union 91-Pro Romans     | 2-2         |
| 0-0         | Vesna-Sevegliano        | 0-1         |
|             | riposa: Monfalcone      |             |

| andata       | 6ª giornata          | ritorno      |
| 26 ott. 2003 |                      | 22 feb. 2004 |
| 2-1          | Gonars-Fontanafredda | 3-2          |
| 3-2          | Pordenone-Palmanova  | 1-1          |
| 1-1          | Pozzuolo-Union 91    | 1-0          |
| 4-0          | Pro Romans-Vesna     | 0-1          |
| 2-0          | San Luigi-Monfalcone | 2-2          |
| 3-1          | Sarone-Pro Gorizia   | 1-1          |
| 4-1          | Sevegliano-Manzanese | 1-2          |
| 0-1          | Tolmezzo-Rivignano   | 1-2          |
|              | riposa: San Sergio   |              |

| andata      | 9ª giornata             | ritorno     |
| 9 nov. 2003 |                         | 7 mar. 2004 |
| 1-1         | Fontanafredda-Pordenone | 0-0         |
| 1-2         | Manzanese-Pro Romans    | 0-1         |
| 1-2         | Monfalcone-Gonars       | 0-2         |
| 2-1         | Pro Gorizia-Tolmezzo    | 2-1         |
| 4-1         | Rivignano-San Sergio    | 0-0         |
| 1-0         | Sevegliano-Sarone       | 2-2         |
| 0-3         | Union 91-Palmanova      | 1-3         |
| 2-3         | Vesna-Pozzuolo          | 1-2         |
|             | riposa: San Luigi       |             |

| andata       | 12ª giornata           | ritorno      |
| 23 nov. 2003 |                        | 21 mar. 2004 |
| 1-2          | Gonars-San Luigi       | 1-1          |
| 2-2          | Palmanova-Vesna        | 1-0          |
| 0-0          | Pordenone-Monfalcone   | 1-0          |
| 1-1          | Pozzuolo-Manzanese     | 1-0          |
| 0-2          | Pro Romans-Sarone      | 2-0          |
| 0-2          | San Sergio-Pro Gorizia | 1-1          |
| 4-3          | Tolmezzo-Sevegliano    | 0-3          |
| 2-2          | Union 91-Fontanafredda | 4-3          |
|              | riposa: Rivignano      |              |

| andata       | 15ª giornata          | ritorno      |
| 14 dic. 2003 |                       | 18 apr. 2004 |
| 1-2          | Manzanese-Palmanova   | 1-0          |
| 0-3          | Monfalcone-Union 91   | 0-1          |
| 0-0          | Pro Gorizia-Rivignano | 0-1          |
| 2-0          | Pro Romans-Tolmezzo   | 1-0          |
| 2-1          | San Luigi-Pordenone   | 3-1          |
| 1-1          | Sarone-Pozzuolo       | 0-4          |
| 1-0          | Sevegliano-San Sergio | 3-2          |
| 1-0          | Vesna-Fontanafredda   | 0-0          |
|              | riposa: Gonars        |              |

## Spareggi

### Spareggio 13º posto
| Arbitro: | Triscari (Latisana) |

|              |           |  |
| Grimaldi 84’ | Marcatori |  |

## Play-off nazionali

### Primo turno
| Arbitro: | Vessanelli (Verona) |

|                 |           |              |
| P.Codognato 16’ | Marcatori | 53’ Zampieri |

| Arbitro: | Degrà (Vigevano) |

|                                  |           |  |
| Scodeller 51’ (rig.) Piccoli 90’ | Marcatori |  |

### Secondo turno
| Rivignano 6 giugno 2004 | Rivignano                      | 0 – 0 | Mezzolara | Campo Sportivo\| Arbitro: \| Corletto (Castelfranco Veneto) \| |
| Arbitro:                | Corletto (Castelfranco Veneto) |       |           |                                                                |

| Arbitro: | Baracani (Firenze) |

|                        |           |  |
| Moro 48’ Gasperoni 82’ | Marcatori |  |

## Fase Regionale Coppa Italia Dilettanti
La coppa è stata vinta dalla Pro Romans (3-1 in finale sul Fontanafredda).